# Blanktjärnen (Åsele socken, Lappland)
Blanktjärnen är en sjö i Åsele kommun i Lappland och ingår i Ångermanälvens huvudavrinningsområde.